# Julio Domínguez
Julio César Domínguez Juárez (* 8. November 1987 in Arriaga, Chiapas) ist ein mexikanischer Fußballspieler auf der Position eines Verteidigers.

## Laufbahn
Domínguez stand während seiner gesamten (bisherigen) Profikarriere beim Hauptstadtverein Cruz Azul unter Vertrag, mit dem er in der Clausura 2013 den mexikanischen Pokalwettbewerb und in der Saison 2013/14 die CONCACAF Champions League gewann. 
Sein Debüt in der höchsten mexikanischen Spielklasse feierte er am 29. April 2006 beim 3:2-Heimsieg „seiner“ Cementeros gegen den CF Pachuca. Seine ersten Tore erzielte er  ebenfalls gegen die Tuzos in einem am 14. November 2007 ausgetragenen Spiel der Repechaje, in dem seine beiden Tore den Ausschlag zum 2:0-Auswärtssieg gaben, dem anschließend ein 4:0-Heimsieg und die Qualifikation für die Liguillas folgten.
Bereits am 22. August 2007 feierte Domínguez sein Debüt für die mexikanische Nationalmannschaft in einem Testspiel gegen Kolumbien, das 0:1 verloren wurde. Nachdem Domínguez bis zum 11. März 2009 (5:1 gegen Bolivien) insgesamt fünf Länderspiele absolviert hatte, dauerte es allerdings bis zum 9. Oktober 2014 (2:0 gegen Honduras), ehe er für „El Tri“ reaktiviert wurde, seither aber zu den Stammspielern gehört, der auch alle drei Spiele bei der Copa América 2015 absolvierte.

## Erfolge
- CONCACAF Champions League: 2014
- Copa México: Clausura 2013